# Rosengårdcentret
El Rosengårdcentret es un centro comercial ubicado en Odense en la isla danesa de Funen. El centro comercial data de 1971 y es el segundo más grande de Dinamarca con 100.000 metros cuadrados (1.100.000 pies cuadrados) de espacio y más de 150 tiendas, así como restaurantes, un cine y un gimnasio.